# Luke Ridnour
Lukas Robin Ridnour, detto Luke (Coeur d'Alene, 13 febbraio 1981), è un ex cestista statunitense, professionista nella NBA.

## Carriera
È stato selezionato dai Seattle SuperSonics al primo giro del Draft NBA 2003 (14ª scelta assoluta).

## Statistiche

### College
| Anno      | Squadra      | PG | PT | MP   | TC%  | 3P%  | TL%  | RP  | AP  | PRP | SP  | PP   |
| --------- | ------------ | -- | -- | ---- | ---- | ---- | ---- | --- | --- | --- | --- | ---- |
| 2000-2001 | Oregon Ducks | 28 | 28 | 30,3 | 33,9 | 29,3 | 79,2 | 2,5 | 3,8 | 1,0 | 0,1 | 7,4  |
| 2001-2002 | Oregon Ducks | 35 | 35 | 34,5 | 46,8 | 44,1 | 86,7 | 2,9 | 5,0 | 1,7 | 0,1 | 15,5 |
| 2002-2003 | Oregon Ducks | 33 | 33 | 35,4 | 43,2 | 38,2 | 88,0 | 3,4 | 6,6 | 1,9 | 0,1 | 19,7 |
| Carriera  | Carriera     | 96 | 96 | 33,6 | 42,9 | 38,9 | 85,9 | 3,0 | 5,2 | 1,6 | 0,1 | 14,6 |

### NBA

#### Regular Season
| Anno      | Squadra            | PG  | PT  | MP   | TC%  | 3P%  | TL%  | RP  | AP  | PRP | SP  | PP   |
| --------- | ------------------ | --- | --- | ---- | ---- | ---- | ---- | --- | --- | --- | --- | ---- |
| 2003-2004 | Seattle S.Sonics   | 69  | 6   | 16,1 | 41,4 | 33,8 | 82,3 | 1,6 | 2,4 | 0,8 | 0,1 | 5,5  |
| 2004-2005 | Seattle S.Sonics   | 82  | 82  | 31,4 | 40,5 | 37,6 | 88,3 | 2,5 | 5,9 | 1,1 | 0,3 | 10,0 |
| 2005-2006 | Seattle S.Sonics   | 79  | 77  | 33,2 | 41,8 | 28,9 | 87,7 | 3,0 | 7,0 | 1,6 | 0,3 | 11,5 |
| 2006-2007 | Seattle S.Sonics   | 71  | 58  | 29,5 | 43,3 | 35,3 | 80,5 | 2,3 | 5,2 | 1,2 | 0,3 | 11,0 |
| 2007-2008 | Seattle S.Sonics   | 61  | 5   | 20,0 | 39,9 | 29,6 | 85,7 | 1,5 | 4,0 | 0,6 | 0,2 | 6,4  |
| 2008-2009 | Milwaukee Bucks    | 72  | 50  | 28,2 | 40,3 | 35,0 | 86,9 | 3,0 | 5,1 | 1,3 | 0,2 | 9,6  |
| 2009-2010 | Milwaukee Bucks    | 82  | 0   | 21,5 | 47,8 | 38,1 | 90,7 | 1,7 | 4,0 | 0,7 | 0,1 | 10,4 |
| 2010-2011 | Minnesota T'wolves | 71  | 66  | 30,4 | 46,8 | 44,0 | 88,3 | 2,8 | 5,4 | 1,3 | 0,1 | 11,8 |
| 2011-2012 | Minnesota T'wolves | 53  | 53  | 33,0 | 44,0 | 32,2 | 89,1 | 2,7 | 4,8 | 1,1 | 0,3 | 12,1 |
| 2012-2013 | Minnesota T'wolves | 82  | 82  | 30,2 | 45,3 | 31,1 | 84,8 | 2,5 | 3,8 | 1,0 | 0,2 | 11,5 |
| 2013-2014 | Milwaukee Bucks    | 36  | 12  | 21,2 | 38,4 | 36,8 | 68,4 | 1,7 | 3,4 | 0,6 | 0,1 | 5,7  |
| 2013-2014 | Charlotte Bobcats  | 25  | 2   | 15,1 | 38,9 | 30   | 57,1 | 1,4 | 2,2 | 0,4 | 0,2 | 4,0  |
| 2014-2015 | Orlando Magic      | 47  | 0   | 14,5 | 42,6 | 31,7 | 85,7 | 1,4 | 2,0 | 0,4 | 0,1 | 4,0  |
| Carriera  | Carriera           | 830 | 493 | 26,1 | 43,1 | 34,9 | 85,7 | 2,3 | 4,5 | 1,0 | 0,2 | 9,3  |

#### Play-off
| Anno     | Squadra           | PG | PT | MP   | TC%  | 3P%  | TL%  | RP  | AP  | PRP | SP  | PP  |
| -------- | ----------------- | -- | -- | ---- | ---- | ---- | ---- | --- | --- | --- | --- | --- |
| 2005     | Seattle S.Sonics  | 11 | 11 | 34,4 | 39,3 | 23,5 | 95,0 | 3,3 | 4,3 | 1,2 | 0,7 | 9,7 |
| 2010     | Milwaukee Bucks   | 7  | 0  | 17,3 | 46,7 | 35,7 | 83,3 | 1,9 | 1,9 | 0,6 | 0,1 | 8,1 |
| 2014     | Charlotte Bobcats | 4  | 0  | 9,0  | 30,8 | 33,3 | 0,0  | 1,0 | 3,0 | 0,0 | 0,3 | 2,5 |
| Carriera | Carriera          | 22 | 11 | 24,3 | 40,6 | 29,7 | 90,6 | 2,4 | 3,3 | 0,8 | 0,5 | 7,9 |

## Palmarès
- McDonald's All-American Game (2000)